# 低眼無齒𩷶
低眼巨鯰（学名：Pangasianodon hypophthalmus），又稱低眼無齒𩷶、虎頭鯊、鯊魚鯰，是𩷶鯰科的一個物種、原生於东南亚河流的特有種。牠的型態與鲨鱼很相像，但是其實是鯰魚的一種。因為牠會有着彩虹色的外表，所以英文的意思為“彩虹鯊魚”（Iridescent Shark）。
本物種見於越南湄公河盆地及泰國的昭拍耶河。我們日常在超級市場購買的急凍鯰魚柳，就是由這種魚的肉製成的，但都是透過養殖場來培育。此外，也被當作其他魚的食糧而被引進其他河床。其獨特的外表亦使本物種獲得水族饲养愛好者的垂青。
這種魚是雜食性，除了會吃甲殼類生物及其他魚類，也會吃植物。

## 型態描述
成年的魚可成長至130 cm（4.3英尺）長，體重可達44.0（97.0磅）。牠們的外表具有閃亮的彩虹色，但成長後這漂亮的彩虹色又會變成均勻的灰色。鰭深灰色或黑色。
未成年的魚沿其側線有黑色條紋，側線下方有第二個黑色條紋。

## 分佈與棲息地

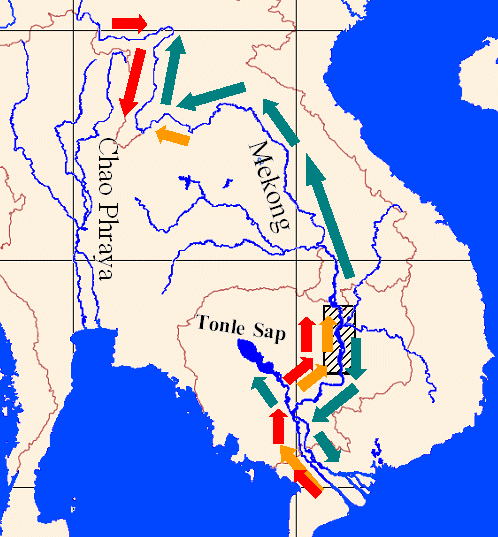
低眼無齒𩷶沿湄公河流域遷徙的時間與位置圖。
橘色：三月到五月
深綠色：五月到九月
紅色：十月到二月
陰影地區：位於湄公河盆地南部孔恩瀑布與桔井市之間的，是低眼無齒𩷶出生及成長的地方

低眼無齒𩷶源於東南亞兩條大河昭拍耶河及湄公河，但亦由養魚業引進到其他地方。低眼無齒𩷶是一種淡水魚，原生於熱帶氣候，生活水域的酸鹼度為pH6.5–7.5 pH，硬度為2.0–29.0 dGH，溫度為22—26 °C（72—79 °F）。即使是養殖場，這種魚也傾向與其原生地湄公河谷近似的深水大型水體。

## 食用

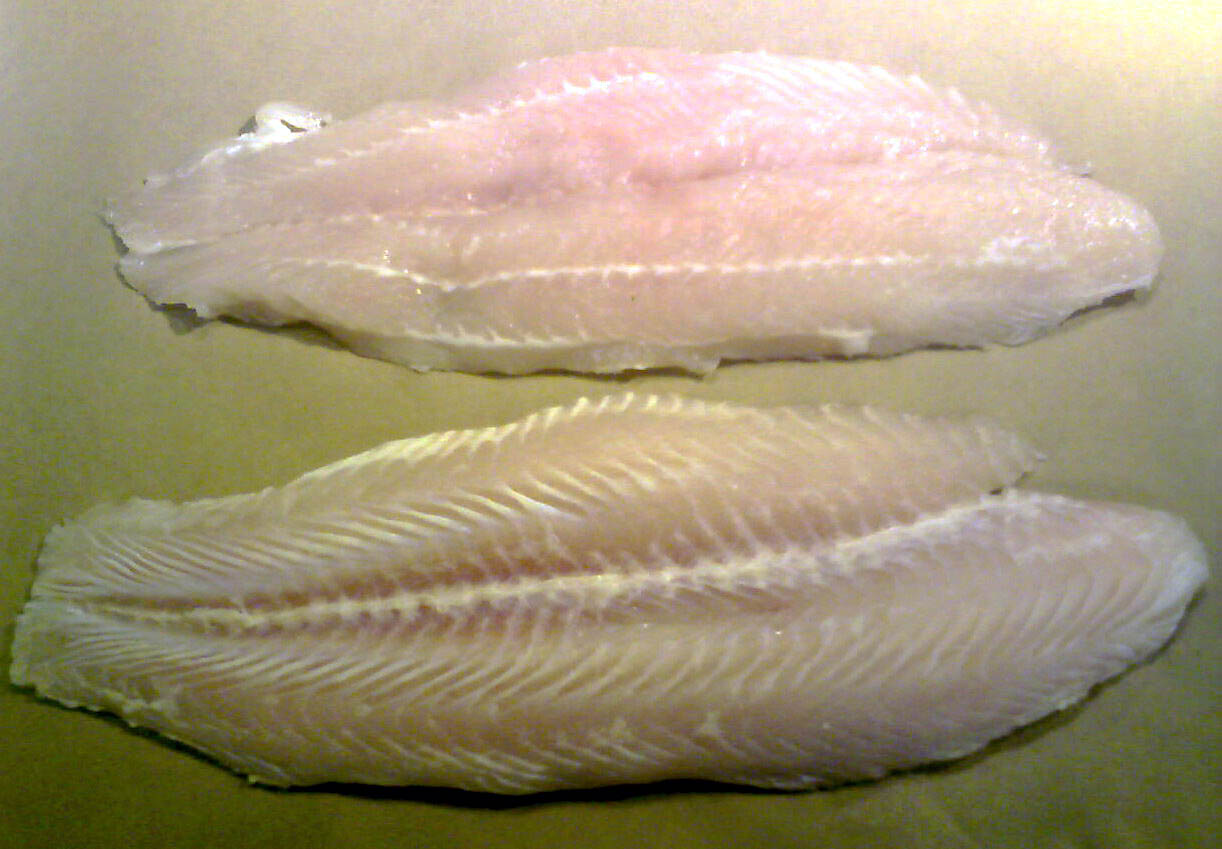
虎頭鯊鱼片

本種淡水魚近年在台灣市場上被假冒為深海產日本的鯛，如同大比目魚庸鰈、星鰈、甚或鱈魚販售，是一種假食材。
儘管如此，本物種的肉在2014年從越南出口至美國的金額高18億美元。
由於本物種為一種雜食魚類，飼養本物種的飼料不需要含有高度動物。批發時魚按着 3–5 oz、5–7 oz及7–9 oz三個等級售賣。

## 外部連結
- Planet Catfish（页面存档备份，存于）
- 低眼無齒𩷶的图片（页面存档备份，存于）